# Alberto González Gonzalito
Alberto González, becenevén Gonzalito (1922 – 2003. augusztus 21.) paraguayi labdarúgóhátvéd.